# 도이 도시노부
도이 도시노부(土井利信)는 에도 시대 중기의 다이묘이다. 미카와 니시오 번 제4대 번주, 동 가리야 번 초대 번주를 지냈다. 가리야 번 도이 가(刈谷藩土井家) 제4대 당주.
| 전임 도이 도시쓰네 | 제4대 니시오 번 번주 (도이 가) 1734년 ~ 1747년 | 후임 미우라 요시사토 |

| 전임 미우라 요시사토 | 제1대 미카와 가리야 번 번주 (도이 가) 1747년 ~ 1767년 | 후임 도이 도시나리 |